# 卡雷頓維爾
26°24′04″S 27°23′07″E / 26.4011578°S 27.3851496°E
卡雷頓維爾是南非的城鎮，位於該國東北部，由豪登省負責管轄，始建於1937年，面積12.67平方公里，2001年人口18,364，人口密度每平方公里約1,400人。

## 外部連結
- CNN.com （页面存档备份，存于）
- Carletonville